# Петриково (Медведевський район)
Пе́триково (рос. Петриково, марій. Петриков) — присілок у складі Медведевського району Марій Ел, Росія. Входить до складу Азановського сільського поселення.

## Населення
Населення — 32 особи (2010; 22 у 2002).
Національний склад (станом на 2002 рік):
- лучні марійці — 86 %